# Groupe international des organisateurs de grandes expositions
Le Groupe international des organisateurs de grandes expositions, aussi connu sous le nom de Groupe Bizot ou Bizot group (du nom d'Irène Bizot, directrice de la Réunion des musées nationaux, à l'origine de ce groupe), est un regroupement, fondé en 1992, qui réunit périodiquement les directeurs des plus grands musées du monde, constituant un lieu d'échanges et un laboratoire d'idées,.

## Objectif
Ces rencontres ont pour but de faciliter les échanges entre grands musées, aussi bien sur le plan des œuvres, des expositions que des idées. Le regroupement n'incluait au départ que des établissements européens, mais il s'est ensuite élargi à d'autres établissements triés sur le volet,.
En décembre 2002, ce groupe Bizot a publié une déclaration, «Declaration on the Importance and Value of Universal Museums», où il argumente contre les demandes de restitution d'objets ou d'installations par les pays dont sont issus ces objets, et défend l'intérêt de «musées universels».

## Musées membres du groupe
- Réunion des musées nationaux et du Grand Palais des Champs-Élysées
- Musée du Louvre
- Musée d'Art moderne de la Ville de Paris
- Musée d'Orsay
- Musée des beaux-arts de Lyon
- Metropolitan Museum of Art
- British Museum
- Centre national d'art et de culture Georges-Pompidou
- Musée des beaux-arts de Montréal
- Musée de l'Ermitage
- Musée des beaux-arts du Canada
- Art Gallery of Ontario
- Musées royaux des Beaux-Arts de Belgique
- Musées royaux d'art et d'histoire de Bruxelles
- Musée du Prado
- Museu Nacional d'Art de Catalunya

Un courrier de novembre 2014, émanant de ce regroupement, cite les principaux membres du Groupe à l'époque.

## Lieux des réunions périodiques
- Berlin, 2015
- Montréal, 2006[6]
- Munich, 2003